# 西田竹志
西田 竹志（にしだ たけし、1955年1月8日 - ）は、日本の計算機科学者。工学博士。IEEE会員。石川県生まれ。TCP/IP、ブロードバンドインターネット、マルチメディアネットワークに関する著書、研究論文、雑誌寄稿多数。国内外の学会議長を多数務める。
著書「TCP/IP：プロトコルとインプリメント」は日本で最初のインターネット技術を詳細に紹介する著書でその後のインターネット技術者育成に貢献した。統計数学を適用したインターネットプロトコル評価、マルチメディアインターネット方式に関する論文を多く発表、またネットワークにおけるトラフィック制御評価に統計物理を適用してネットワーク輻輳が発生する仕組みを理論的に解明したり、日本におけるインターネット黎明期からインターネット構築に対して理論面から貢献してきている。
その後LANの構築に対してデータだけでなく音声・画像を含めたマルチメディアLANに関する種々の方式を提案、またバーチャルLAN、LANの高速広帯域化に関するアクセス方式の基盤作りに貢献。DSLやFTTHなどの高速広帯域インターネットアクセスを使ったホームゲートウェイ、アクセスルータ、その応用としてホームネットワークの基礎技術開発にも参画。また早くよりVoIPの技術に着目してきて、1995年よりそのプロトコルやメディアサーバの研究開発に従事。
その後はモバイルネットワークにおける携帯電話や移動機での遠隔デバイス管理技術開発に従事。日本のメジャーな移動通信事業者の本技術導入に貢献。
現在は米国カリフォルニア州サンノゼ在住の独立コンサルタント。米国-日本の技術の橋渡しを行っている。

## 略歴
- 1980年 - 京都大学理学部物理学科卒。
- 1981年 - 電電公社横須賀通信研究所（現NTTドコモR&Dセンター）Summer Intern。
- 1982年 - 大阪大学情報工学助手（LAN, TCP/IPの研究）。
- 1985年 - IBM T.J.Watson研究所 (New York) 客員研究員。
- 1986年 - 博士（工学）取得。論文名はStudies on multi-access scheme in a local area network with integrated services（複合サービスを行うローカル・エリア・ネットワークにおける多重アクセス方式に関する研究）」。
- 1987年 - 日本電気 (NEC) 中央研究所入所、コンピュータネットワークの研究開発に従事。
- 1996年 - NEC USA San Jose研究所 (California) にてブロードバンドマルチメディアインターネットの研究開発に従事。
- 2000年 - 同ベンチャー開発センターにて社内ベンチャー立ち上げに参画。
- 2002年 - 独立コンサルタント。

## 受賞歴
- 1986年 - 第1回電子通信普及財団テレコム自然科学賞
- 1990/1991年 - 電子情報通信学会論文賞

## 主な著書
- 自著
  - 『TCP/IPインターネット管理（SEの基礎知識―7）』 リックテレコム、1994年9月、ISBN 4897971284）
  - 『TCP/IPインターネットワーキング―LAN間接続（SRCハンドブック―NEシリーズ）』（ソフト・リサーチ・センター、1993年7月、ISBN 4915778231）
  - 『図解 TCP/IP入門（COMシリーズ）』（オーム社、1992年3月、ISBN 4274077098）
  - 『TCP/IP : プロトコルとインプリメント（NEシリーズ）』（ソフト・リサーチ・センター、1989年、ISDN 4915778015）

- 翻訳
  - 『インターネットセキュリティ・ハンドブック』 F. Simonds（著）（海文堂出版、1998年9月、ISBN 4303719501）
  - 『ギガビットネットワーク―超高速マルチメディアネットワークの基礎と応用』 C. Partridge（著）（ソフトバンククリエイティブ、1995年6月、ISBN 4890527184）
  - 『情報ネットワークシステムの基礎―マルチメディア時代のネットワーク』 U. D. Black（著）（トッパン、1995年3月、ISBN 481018580X）
  - 『初心者のためのインターネット』 B. P. Kehoe（著）（トッパン、 1993年12月、ISBN 4810185575）
  - 『TCP IPネットワーク管理入門―実用的な管理をめざして』 M. T. Rose（著）（トッパン、1992年8月、ISBN 4810185214）
  - 『実践的OSI論―開かれたシステムをめざして』 M. T. Rose（著）（トッパン、1991年4月、ISBN 4810185001）